# Tuncay Akdoğan
Tuncay Akdoğan (* 1959 in Adana; † 21. November 2004 in Istanbul) war ein alevitisch-türkischer Sänger.

## Leben
Akdoğan studierte an der Marmara-Universität Journalismus. In dieser Zeit interessierte er sich für die Musik und gründete die Musikgruppe Grup Yorum mit. Er wurde im November 1988 zusammen mit Efkan Sesen festgenommen, weil er Lieder in kurdischer Sprache sang. Auf den Yorum-Alben Sıyrılıp Gele, Haziranda Ölmek Zor und Türkülerle hat er mehrere Lieder gesungen und verfasst. Nebenbei spielte er Trommel und die Langhalslaute Bağlama. 1989 trat er mit der türkischen Sängerin İlkay Akkaya aus der Musikgruppe Yorum aus und gründete mit Akkaya und Ismail Ilknur eine neue Musikgruppe namens Kızılırmak.
Von 1990 bis 1997 wirkte er an den Alben der Kızılırmak-Gruppe mit eigenen Werken mit. Mit Gürsoy Tanç, Metin Kalaç und Fırat Başkale gründete er die Rockgruppe Serüvenciler. Die Gruppe löste sich nach dem einzigen Album Veda (Abschied) jedoch aufgrund von Unstimmigkeiten auf. Insgesamt verfasste Tuncay Akdoğan ungefähr 30 Gedichte und Lieder. Er war Mitglied der Verwertungsgesellschaft MESAM. Akdoğan war zudem Arrangeur mehrerer Alben von verschiedenen Sängern.
Der Sänger traf vor seinem Tod mit seinen Freunden zusammen und sprach über den Tod und das Leben. Im Gespräch mit seinen Freunden in Taksim soll er gesagt haben, dass er in der Woche sterben würde. Akdoğan lebte allein im fünften Stock eines Wohnungsgebäudes.
Am gleichen Tag ging Akdoğan in der Nacht nach Hause und sah, dass der Strom abgestellt worden war, weil er aufgrund seiner finanziellen Probleme die Stromrechnungen nicht bezahlt hatte. Er zündete eine Kerze an und schlief nach einer Weile ein. Der Sänger starb am 21. November 2004 bei einem Brand, der durch die Kerze entstand.
In seinem letzten Gedicht kommt sein Abschied mit den Worten zum Ausdruck:
"Diejenigen, die mich lieben. Ich gehe. Nachher habe ich gemerkt; das Wasser fließt, der Wind weht und der Regen fällt. Alles läuft auf die gleiche Weise ab. Bin zu einem Ort gekommen, an dem die Wärme und die Kälte, die Liebe und der Hass, der Krieg und der Frieden vorkommt und zunächst das Gericht. Wenn ich gehe, wird es zur Trennung. Wenn ich bleibe, wird es zur Wüste. Wenn ich gehe, wird vielleicht die Sehnsucht bei mir sein und diejenigen, die mich lieben, mich vermissen. Habe aber verstanden, dass keiner vor Sehnsucht stirbt. Doch, ich sterbe. Ich atme, nehme es wahr und möchte gehen. Habe verstanden, dass die Sehnsucht nur bis zu einer neuen Liebe andauert. Meine Lieben und diejenigen, die mich lieben, verzeiht mir. Das Wasser fließt und ich gehe …"
Tuncay Akdoğan liegt heute auf dem Friedhof 'Kilyos Mezarlığı' begraben. Zu seinem Gedenken wurde ein Jahr später mit Unterstützung seiner Freunde Ilkay Akkaya, Firat Baskale, Ahu Öztürk und Adile Yadirgi sein letztes Musikalbum vervollständigt und im Juli 2005 herausgebracht.